# 宮本昌孝
宮本昌孝（みやもと まさたか、1955年9月11日 -）は、日本の脚本家、時代小説作家、SF作家。
骨太な作風でありながら、明るくにじみでるユーモアに特徴がある。静岡県浜松市出身。
2001年時点で日本SF作家クラブ会員だったが、2024年10月時点では会員名簿に名前がない。

## 経歴
小学生の頃は、当時の日本が映画の全盛期ということもあって、映画をよく観たり、ちばてつやや川崎のぼるの漫画に親しんだ。小学校高学年の時に担任の教師から授業参観日の演し物を行うように指示され、宮本が作、演出、出演を行ったところ、これを教師に気に入られる。この頃からストーリー漫画を描くのも好きになり、一時期は漫画家を目指していた。しかし、中学時代の「漫画は罪悪」という考え方を持つ教師に影響され、漫画を描くことを止める。
ただ、ストーリーを作ることが好きなのは変わらず、他県に引っ越した友達に友人たちを登場させて、映画のパロディでドラマ仕立の文章を書いた手紙を出していた。この文章は学校でも回し読みされクラスメイトに好評を得ていた。この頃は小説家ではなく、映画監督を志している。
日本映画が斜陽期に入っており、逆にテレビが急激に伸び始めていたことから、日本大学では芸術学部放送学科へと進む。在学中に「自分の書いたものがそのままの形で何かになってほしい」と考えるようになり、漠然とではあるが物書きを志すようになった。
1980年に日本大学を卒業後、既に物書きになっていた先輩から修行の意味もあって『鉄腕アトム (アニメ第2作)』を製作中であった手塚プロダクションに放り込まれ、寺田憲史の下で文芸担当助手（文芸進行）を勤める。すがやみつる事務所にも勤め、すがやと「共同の漫画原作」（宮本がシナリオ原作を執筆し、すがやがネーム原作に仕上げる）も担当していた。この他、子供向け雑誌に掲載するアイドルの文章のゴーストライターをやったり、会社案内のパンフレットを執筆するなど、書く仕事を行った。
田中光二が早川書房からヒロイックファンタジーのシリーズを出すことを企画していたが自分で書く時間がとれないことから豊田有恒に相談したところ、宮本が紹介された。宮本はSFは書けないと二の足を踏んでいたが、田中にヒロイックファンタジーは架空の世界で剣と魔法が出てくる物語であり、時代劇の主人公をカタカナの名前にすれば良いとアドバイスを受け執筆した作品『失われしものタリオン1 漂流の美剣』（原作田中光二、ハヤカワ文庫JA、1987年）で本格的に作家デビューをはたす。
これまでSFは読んだことが無いといった事情を知っていた『S-Fマガジン』の編集長であった今岡清は宮本に時代ものを書かせて『もしかして時代劇』『旗本花咲男』といったような少しひねった時代小説を上梓する。これらを見た徳間書店の編集が、宮本は本格的な時代物を書きたいのだと声をかけられ執筆した『剣豪将軍義輝』（1995年）は本格的歴史時代小説として絶賛されることになった。以後、緻密な考証と大胆な構想の時代小説、歴史小説を発表し続ける。
2015年には『乱丸』で第4回歴史時代作家クラブ賞（作品賞）受賞。

## 脚本
- じゃりン子チエ（テレビアニメ）
- スプーンおばさん

## 著書
- 「失われしものタリオン」シリーズ（ハヤカワ文庫JA） 
  - 全盲、聾唖の戦士タリオンを描くヒロイックファンタジー。当初田中光二原案、7巻より単独作扱い。未完。
  - 表紙画、挿絵は小林智美。

  1. 漂流の美剣 1987
  2. 神々の剣法 1987
  3. 破邪復活剣 1987
  4. 妖魔の末裔 1988
  5. 往きて、乱 1988
  6. 不死者の首 1988
  7. 閉ざされた眼 1989
  8. 王者の父 1989
  9. 悲曲果つ 1990
  10. 逃走戦線 1991
  11. 地の底から 1991
- 『もしかして時代劇』ハヤカワ文庫JA 1988
  - 表紙画、挿絵は小林智美。
  - 17歳の津田美雪は芸能界デビューを目指し、福井市主催の「ミス花らっきょう」コンテストに出場、見事優勝かに思えたが、陥落寸前の陥落寸前の小谷城へとタイムスリップ。茶々として、時には出雲阿国として生きることになる。
  - NHK-FM放送の「アドベンチャーロード」(現青春アドベンチャー)で1989年12月4日から同年12月15日にラジオドラマが放送された。全10回。脚色は木皿泉。主人公の津田美雪を小林聡美が演じた。堀内一市（豊臣秀吉）、西山辰夫（徳川家康）、國村隼（石川五右衛門）、井上真樹夫（ナレーション）
- みならい忍法帖シリーズ 角川スニーカー文庫 のち集英社文庫
  1. 伊賀路に吼える鬼婆 みならい忍法帖 1989
  2. 東京RPG みならい忍法帖 1990

  - 集英社文庫版は「みならい忍法帖 入門編」「みならい忍法帖 応用編」に改題
  - 角川スニーカー文庫版の表紙画は赤井孝美。
- 『旗本花咲男』ハヤカワ文庫JA、1991 のちベスト時代文庫 
  - 江戸城内で唯一放屁を許された茶乙女家7代目、茶乙女留主水之介（ちゃおとめ るもんどのすけ）の活躍を描く。
  - 早川書房の『小説ハヤカワHi!』に連載され、7話のうち4話がハヤカワ文庫JAから1巻のみ発売されていた。長らく絶版状態であったが、2006年にKKベストセラーズのベスト時代文庫にて全2巻として復刊された。
  - ハヤカワ文庫JA版の表紙画は赤井孝美。
- 『剣豪将軍義輝』トクマ・ノベルズ、1994 のち文庫
  - 東冬の作画で漫画化もされている。RYU COMICS（徳間書店）から3巻
  - 2016年、2017年には染谷俊之主演で舞台化された[4][5]。
- 『こんぴら樽』講談社、1995 「春風仇討行」文庫
- 『夕立太平記』講談社 1996 のち文庫
- 『尼首二十万石』講談社 1997 のち文庫
- 『青嵐の馬』文藝春秋、1998 のち文庫 「紅蓮の狼」と改題、祥伝社文庫
- 『北斗の銃弾』講談社 1998 のち文庫
- 『影十手活殺帖』講談社 1999 のち文庫
- 『藩校早春賦』集英社 1999 のち文庫
- 『将軍の星 義輝異聞』徳間書店 2000 のち文庫
- 『陣借り平助』祥伝社 2000 のち文庫 
  - 『天空の陣風（はやて）』（陣借り平助）祥伝社 2010 のち文庫
  - 『陣星、翔ける』（陣借り平助）祥伝社 2011 のち文庫
- 『ふたり道三』新潮社、2002-03 のち文庫、徳間文庫
- 『夏雲あがれ』集英社 2002 のち文庫 
  - 2007年、NHKでテレビドラマ化。
- 『風魔』祥伝社 2006 のち文庫 
  - 『戦国SAGA 風魔風神伝』のタイトルで漫画化。作：かわのいちろう、キャラクターデザイン・監修：村上もとか、『月刊ヒーローズ』2011年12月号 - 2014年4月号まで連載。
- 『おねだり女房 影十手活殺帖』講談社 2007 のち文庫
- 『海王』徳間書店 2009 のち文庫
- 『家康、死す』講談社 2010 のち文庫
- 『風魔外伝』祥伝社 2014 （風魔小太郎を描く）
- 『乱丸』徳間書店 2014(森蘭丸を描く）
- 『ドナ・ビボラの爪』中央公論新社 2016 （帰蝶を描く）
- 『天離り果つる国』上下巻 PHP研究所 2020

### 共著
- 『マルコ・ポーロの大りょこう』石津嵐 朝日ソノラマ, 1979

## 参考書籍
- 『作家の読書道』 3巻、本の雑誌社、2010年。ISBN 978-4860112042。